# Feria de Artes Escénicas de Castilla-La Mancha
La Feria de Artes Escénicas de Castilla-La Mancha es un evento cultural de carácter internacional que tiene lugar anualmente en la ciudad española de Albacete.
Su primera edición se celebró en 1997 y constituye el foro más importante dedicado a la escena contemporánea de Castilla-La Mancha.

## Espectáculos
Durante varios días del mes de abril la capital albaceteña acoge espectáculos escénicos de todo tipo protagonizados por compañías de todo el mundo. Entre ellos se incluye el teatro, la danza, la música e incluso el circo.

## Escenarios
Numerosos escenarios de la urbe manchega acogen los espectáculos, como el Teatro Circo de Albacete, el Teatro de la Paz, el Auditorio de Albacete o la Casa de la Cultura José Saramago, además de plazas y calles emblemáticas de la capital albaceteña.